# Rien Kempeneers
Rien Kempeneers (Dordrecht, 11 november 1964) is een Nederlands predikant van de Christelijke Gereformeerde Kerken. In 2002 werd hij kandidaat, een jaar later deed Kempeneers intrede in de CGK Elburg. In 2012 nam Kempeneers het beroep aan dat de gemeente van Katwijk op hem had uitgebracht. In Elburg werd ds. J. de Bruin zijn opvolger.
Vanaf 2012 tot en met 2021 was ds. Kempeneers verbonden aan de CGK Katwijk. Halverwege 2021 nam hij het beroep aan van de CGK Barendrecht. In Katwijk werd ds. A.J.T. Ruis zijn opvolger.
Dominee Kempeneers behoort tot de behoudende vleugel van de CGK, die zich verenigt rondom het blad Bewaar het Pand. De predikant schreef verschillende boeken, onder meer over het zielenheil van jonggestorven kinderen.
Kempeneers is tevens panellid van de vragenrubriek van de jongerenwebsite Refoweb. In die hoedanigheid baarde hij in 2010 opzien door zich in een antwoord op het standpunt te stellen dat het voor christenen onverantwoord is het wereldkampioenschap voetbal te bekijken. Voorts suggereerde hij te bidden om een spoedige uitschakeling van het Nederlands voetbalelftal. De uitspraken van de predikant deden veel stof opwaaien in zowel christelijke als seculiere media. Kempeneers lichtte zijn denkbeelden vervolgens toe in onder andere het Reformatorisch Dagblad en RTL Boulevard.

## Wetenswaardigheden
- Kempeneers is politiek actief voor de Staatkundig Gereformeerde Partij. In 2009 was hij kandidaat voor het voorzitterschap van deze partij, maar werd hij met 6 versus 355 stemmen verslagen door de zittende partijvoorzitter Adri van Heteren.
- Voordat hij predikant werd, was Kempeneers werkzaam bij de politie als rechercheur voor zedendelicten.[6]
- Dominee Kempeneers is lid van de identiteitsraad van de reformatorische scholengemeenschap Van Lodenstein College.[7]